# Eddy Treijtel
Eduard Willem «Eddy» Treijtel (Róterdam, Países Bajos, 28 de mayo de 1946) es un exfutbolista neerlandés que jugaba como guardameta.

## Selección nacional
Fue internacional con la selección neerlandesa en 5 ocasiones. Formó parte de la selección subcampeona de la Copa del Mundo de 1974, pese a no haber jugado ningún partido durante el torneo.

### Participaciones en Copas del Mundo
| Mundial                        | Sede             | Resultado  | Partidos | Goles |
| ------------------------------ | ---------------- | ---------- | -------- | ----- |
| Copa Mundial de Fútbol de 1974 | Alemania Federal | Subcampeón | 0        | 0     |

## Clubes
| Club       | País         | Año       |
| ---------- | ------------ | --------- |
| XerxesDZB  | Países Bajos | 1964-1967 |
| Xerxes/DHC | Países Bajos | 1967-1968 |
| Feyenoord  | Países Bajos | 1968-1979 |
| AZ'67      | Países Bajos | 1979-1985 |

## Palmarés

### Campeonatos nacionales
| Título                   | Club      | País         | Año  |
| ------------------------ | --------- | ------------ | ---- |
| Eredivisie               | Feyenoord | Países Bajos | 1969 |
| Copa de los Países Bajos | Feyenoord | Países Bajos | 1969 |
| Eredivisie               | Feyenoord | Países Bajos | 1971 |
| Eredivisie               | Feyenoord | Países Bajos | 1974 |
| Eredivisie               | AZ'67     | Países Bajos | 1981 |
| Copa de los Países Bajos | AZ'67     | Países Bajos | 1981 |
| Copa de los Países Bajos | AZ'67     | Países Bajos | 1982 |

### Copas internacionales
| Título                      | Club      | Sede                    | Año  |
| --------------------------- | --------- | ----------------------- | ---- |
| Copa de Campeones de Europa | Feyenoord | Milán (Italia)          | 1970 |
| Copa Intercontinental       | Feyenoord | Róterdam (Países Bajos) | 1970 |
| Copa de la UEFA             | Feyenoord | Róterdam (Países Bajos) | 1974 |